# Tabela frankfurcka
Tabela frankfurcka (również Karta Frankfurcka) – orzeczenie sądu w Niemczech, które wskazuje możliwe wady podróży i wysokość odszkodowania, jakie może otrzymać turysta. Tabela ta została opracowana przez Dwudziestą Czwartą Izbę Cywilną Sądu Krajowego we Frankfurcie nad Menem w celu ułatwienia obliczania roszczeń.
Chociaż nie została ona formalnie wprowadzona do polskiego prawa, często jest stosowana w orzecznictwie polskich sądów. W Polsce w 2003 roku Urząd Ochrony Konkurencji i Konsumentów uznał tabelę frankfurcką za podstawę rozstrzygania sporów pomiędzy klientami a biurami podróży. Coraz częściej jest stosowana przez sądy jako pomoc przy ustalaniu wysokości odszkodowania w sporach konsumentów z biurami podróży.
Tabela frankfurcka jest używana w przypadkach, gdy biuro podróży nieprawidłowo wykonuje lub w ogóle nie wykonuje usług turystycznych.
Tabela Frankfurcka dzieli się na cztery główne części:
- Nocleg
- Wyżywienie
- Transport
- Pozostałe

Uwzględnia ona prawie każdy aspekt, który może wpływać na niedotrzymanie warunków umowy między klientem a biurem podróży. Tabela nie jest jednak katalogiem zamkniętym, a zakres roszczeń może być rozszerzony o inne elementy.

## Linki zewnętrzene
- Tabela frankfurcka